# Evasión (reos)

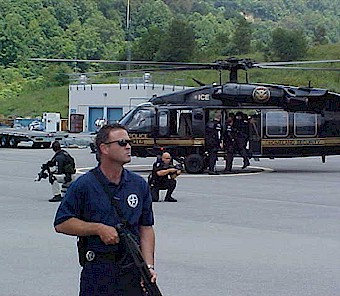
Unidades de las U.S. Marshals observando como transportan a los presos para evitar una posible fuga.

La evasión, fuga carcelaria o fuga de presos es la acción mediante el cual un detenido se libra de la vigilancia a la que está sometido. Cometen este delito los sentenciados o presos que quebrantan su condena, prisión, conducción o custodia, así como los que extrajeren de las cárceles o los establecimientos penales a alguna persona recluida en ellos o les proporcionasen la evasión.
La fuga de presos, cuando estos se hallan cumpliendo condena, constituye el delito de quebrantamiento de condena; si el fugado se hallaba en libertad provisional, pierde la fianza que hubiera depositado.
La evasión puede ser individual o colectiva. En la mayoría de los casos, se realiza con ayuda de cómplices que no están internos en la prisión. La evasión requiere abandonar el recinto para ello el recluso utiliza diversos métodos ilícitos, tales como la excavación de túneles, la llegada de helicópteros, la toma de rehenes, la escalada de muros o vallas... En la actualidad, las prisiones han tomado diversas medidas de precaución para impedir la fuga de presos (mejora de infraestructuras, incorporación de instalaciones electrónicas, adopción de normas cautelares entre el personal, etc).

## Casos históricos de evasión de reos
- Jack Sheppard escapó de la cárcel en varias ocasiones en 1724, llevando a cabo una elaborada planificación y anotando minuciosamente las veces que los guardias patrullaban determinadas zonas. Finalmente, Sheppard fue capturado y ahorcado.
- El famoso escritor italiano Giacomo Casanova fue arrestado e internado en los Piombi, o prisión de los 'Plomos', en 1755 por incidencias, supuesta depravación y por tratar con personalidades de potencias extranjeras, además de practicar magia. Un año después escapa increíblemente acompañado de un monje que conoce en prisión y se exilia durante 18 años.
- El 11 de junio de 1962, Frank Morris, John Anglin y Clarence Anglin se fugaron de la prisión de Alcatraz. Se considera una de las más complicadas fugas jamás concebidas.
- El célebre fugitivo español Eleuterio Sánchez Rodríguez, alias El Lute, estando condenado a cadena perpetua escapó de prisión varias veces. Fue una de las personas más buscadas de España durante los años 60.
- El 15 de agosto de 1972, alrededor de doscientos guerrilleros presos en el penal de Rawson (Chubut, Argentina) tomaron la cárcel permitiendo la fuga de veinticinco. Seis de ellos lograron escapar en un avión hacia Chile. Dieciséis de los que no lo consiguieron fueron fusilados clandestinamente siete días después.
- La fuga de Timothy Vail junto con su compañero Timothy Morgan escaparon de la Prisión de Elmira (Nueva York) perforando un agujero por el techo que conducía hasta un conducto de ventilación. Al escapar, Vail se rompió el tobillo, hecho que facilitó mucho su captura. Pese a ser capturado, la planificación para la fuga la había planeado dos años antes.
- El 30 de diciembre de 1996 Ricardo Palma Salamanca fue liberado junto a otros tres de sus compañeros —Pablo Muñoz Hoffmann, Mauricio Hernández Norambuena y Patricio Ortiz Montenegro— por un helicóptero desde la Cárcel de Alta Seguridad de Santiago en una cinematográfica operación organizada por el Frente Patriótico Manuel Rodríguez y comandada por Emilio.
- Joaquín Guzmán Loera tras ser aprehendido en 1993, escapa del penal de Puente Grande escondido en un carro de lavandería en enero de 2001. Posteriormente se determinaría que en su fuga participaron 71 personas, entre ellas 15 funcionarios del sistema penitenciario. Después de pasar 13 años prófugo es aprendido nuevamente y llevado al la cárcel de "El Altiplano" penal de máxima seguridad del cual ningún reo había escapado, un año y medio después de su captura, Guzmán Loera escapa nuevamente por un túnel de 1.5 km construido debajo de la celda de Guzmán hasta una edificación cercana. Fue arrestado nuevamente medio año después, actualmente se encuentra en el Centro Correccional Metropolitano de Nueva York tras ser extraditado en 2017.

## Casos de evasión de reos en la cultura popular

### En la literatura
- En El conde de Montecristo, Edmond Dantès es detenido injustamente y encarcelado, tras varios años de aislamiento decide fugarse de la cárcel para dar venganza a sus captores.
- Al final de novela corta de Stephen King titulada Rita Hayworth y la redención de Shawshank, que fue llevada posteriormente al cine, se desvela el plan del protagonista para lograr escapar de prisión.
- En Papillon, novela autobiográfica escrita por Henri Charrière en 1969, el protagonista es condenado a trabajos forzados en la Guayana francesa por un crimen que no cometió. La trama gira en torno a los intentos de fugarse que realiza y su definitiva fuga en 1941.

### En el cine y la televisión
- La gran ilusión (1937), dirigida por Jean Renoir con Jean Gabin y Dita Parlo.
- Un condenado a muerte se ha escapado (1956).
- Le trou (1960), dirigida por Jacques Becker.
- La gran evasión (1963).
- Por un puñado de dólares (1965), con Clint Eastwood y Gian Maria Volontè.
- La jauría humana (1966), con Marlon Brando y Robert Redford.
- La leyenda del indomable (1967), con Paul Newman.
- Papillón (1973), con Steve McQueen y Dustin Hoffman.
- La fuga de Alcatraz (1979), con Clint Eastwood.
- El fugitivo (1993)
- The Shawshank Redemption (1994), con Tim Robbins y Morgan Freeman.
- Un mundo perfecto (1995), con Clint Eastwood y Kevin Costner.
- La serie de televisión Prison Break gira en torno a un hombre sentenciado a la pena de muerte y el elaborado plan de su hermano para salvarlo de la misma.
- Breakout muestra algunas de las fugas más difíciles de Estados Unidos, entre ellas, la de Timothy Vail.
- Papillon (2017) con Charlie Hunnam y Rami Malek.